# Kanszai

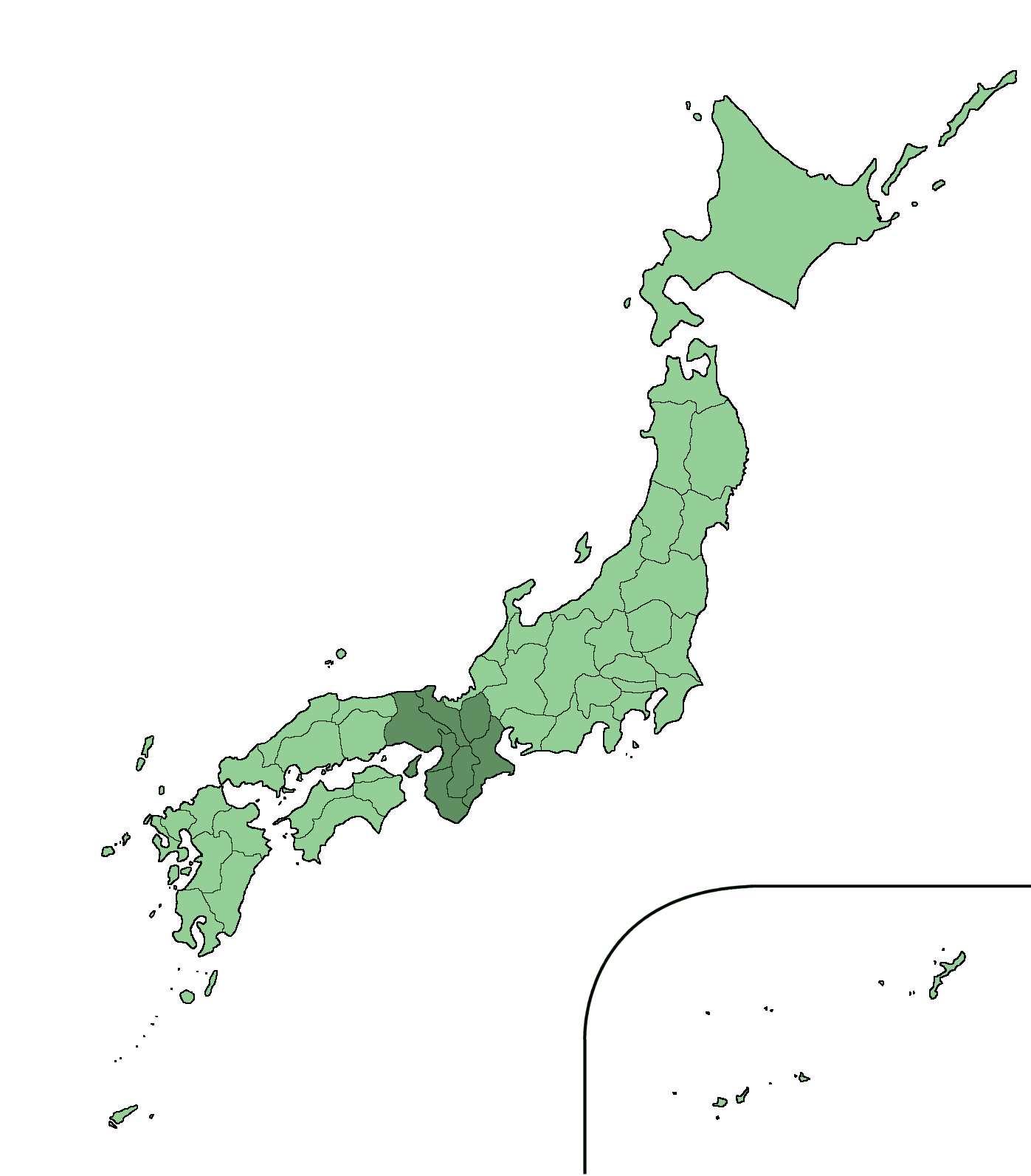
A Kanszai régió fekvése Japánon belül

A Kanszai régió (japánul 関西地方, Hepburn-átírással Kanszai-csihó) vagy Kinki régió (近畿地方, Kinki-csihó) közigazgatási egység Japánban középső-déli részén, Honsú szigetén. A Nara, Vakajama, Mie, Kiotó, Oszaka, Hjógo és a Siga prefektúrák alkotják. Néha a Fukui és Tokusima prefektúrákat is a részeinek tekintik. A 24 millió lakosú régió Japán területének 11%-át foglalja el.

## Külső hivatkozások
- Visit Kansai travel guide
- Kansai Connect Archiválva 2012. március 17-i dátummal a Wayback Machine-ben
- Kansai News
- Welcome! KANSAI
- Kansai Window
- Kansai Economic Federation
- Mie Prefecture Hivatalos weboldal  (angolul)
- Nara Prefecture Hivatalos weboldal
- Wakayama Prefecture Hivatalos weboldal  (angolul)
- Kyoto Prefecture Hivatalos weboldal  (angolul)
- Osaka Prefecture Archiválva 2015. április 20-i dátummal a Wayback Machine-ben Hivatalos weboldal  (angolul)
- Hyōgi Prefecture Hivatalos weboldal  (angolul)
- Shiga Prefecture Hivatalos weboldal  (angolul)